# Bulbophyllum proculcastris
Bulbophyllum proculcastris är en orkidéart som beskrevs av Jaap J. Vermeulen. Bulbophyllum proculcastris ingår i släktet Bulbophyllum och familjen orkidéer. Inga underarter finns listade i Catalogue of Life.